# Canale di Giorgio VI
Il canale di Giorgio VI (in inglese: George VI Sound), anche chiamato Canale Presidente Sarmiento, è un canale naturale che costeggia la costa orientale e meridionale dell'isola Alessandro I, separandola dalla Terra di Palmer, nella porzione meridionale della Penisola Antartica, e in particolare dalla costa di Rymill e dalla costa di English, e collegando la baia Margherita al mare di Bellingshausen.
Il canale, la cui larghezza varia dai 24 ai 64 km lungo il suo percorso, è coperto quasi per tutta la sua estensione dai ghiacci della piattaforma glaciale Giorgio VI. Tale piattaforma è alimentata dal flusso di diversi ghiacciai, siti sia sull'isola Alessandro I (tra i vari, si possono citare il Giove, il Marte, il Saturno, l'Urano e il Venere), che sulla costa occidentale della Terra di Palmer (tra cui il Goodenough, l'Armstrong e il Norman), e alimenta a sua volta diversi laghi proglaciali adiacenti al canale che ricevono da essa grandi quantità di ghiaccio sciolto, ne sono un esempio il lago Hodgson, il lago Moutonnee e il lago Ablazione.
Il canale, che è di fatto una depressione sommersa, è profondo più 800 metri per più dell'85% della sua estensione, con la restante parte profonda circa 600 metri, mentre la piattaforma che lo sovrasta ha uno spessore che va da 115 a oltre 475 metri, e diversi studi hanno mostrato che l'acqua che vi scorre ha una temperatura di circa 3 °C superiore al punto di congelamento in situ. Dato che la temperatura dell'acqua al di sotto delle piattaforme glaciali Ross e Ronne è di soli 0,5 °C superiore al punto di congelamento in situ, la presenza di acqua così relativamente calda nel canale di Giorgio VI, al di sotto dell'omonima piattaforma, è stata oggetto di diverse ricerche, poiché si ritiene che la comprensione di tale fenomeno potrebbe far luce sia sullo "stato di salute" delle piattaforme che sull'andamento delle correnti.

## Storia
Il canale di Giorgio VI fu avvistato per la prima volta da Lincoln Ellsworth, il quale, il 23 novembre 1935, effettuò una ricognizione aerea sopra di esso, fotografandolo. Il canale fu quindi esplorato prima dalla spedizione britannica nella Terra di Graham, 1934-37, al comando di John Rymill, e poi da una missione del Programma Antartico degli Stati Uniti d'America nel 1940. Proprio Rymill battezzò il canale con il suo attuale nome in onore di Giorgio VI, allora re del Regno Unito e degli altri domini britannici d'oltremare.